# Fritz Daghofer
Fritz Daghofer, gebürtig Friedrich Gustav Josef Daghofer (* 5. Juli 1872 in Klosterneuburg, Österreich-Ungarn; † 25. Januar 1936 in Wien), war ein österreichischer Schauspieler.

## Leben
Der Sohn eines k.u.k.-Oberrechnungsrates und Gelegenheitsschriftstellers besuchte das Konservatorium in Wien und gab seinen Einstand mit dem Part des Wirts in einer Schülervorstellung von Lessings Minna von Barnhelm. Sein Fach sollte das des jugendlichen Komikers und Bonvivants werden. Im Alter von 20 Jahren trat Daghofer am Stadttheater von Heidelberg sein erstes Festengagement an. 1897 wechselte er für viele Jahre an das Hoftheater von Weimar. Bereits zur Jahrhundertwende hatte er mit der Interpretation Wiener Typen und der Präsentation von im österreichischen wie bayerischen Dialekt vorgetragenen Couplets so beachtliche Popularität erspielt, dass er im April 1900 auf die Wartburg beordert wurde, "um daselbst im intimsten Kreis vor dem deutschen Kaiser und Großherzog von Baden humoristische Vorträge ausschließlich im Wiener Dialekt zu halten.". 
In den frühen Jahren seiner Laufbahn spielte Fritz Daghofer unter anderem den Feldt in dem Lustspiel Der Veilchenfresser, den Freisinger in Zwei gleiche Tage, den Oberkellner Leopold in der Operette Im weißen Rößl, den Wurzelsepp in Anzengrubers Der Pfarrer von Kirchfeld, den Gefängnisdirektor Frank in der Operette Die Fledermaus, den Narren in Shakespeares Was ihr wollt und den Valentin in Ferdinand Raimunds Der Verschwender.
Daghofers Karriere nach dem Ersten Weltkrieg ist eng verbunden mit der Zusammenarbeit mit Max Reinhardt. Unter ihm spielte er zunächst in den 1920er Jahren am Deutschen Theater Berlin, noch im selben Jahrzehnt kehrte Daghofer zurück nach Wien und wechselte zu Reinhardts Theater in der Josefstadt, dem er bis kurz vor seinem Tode treu blieb.
Daghofer, der über fast keine Filmerfahrungen verfügte, verkörperte 1930 den Oberförster Lange, Vater der Titelheldin, in der Operette Die Försterchristl; sein bislang einzig nachweisbarer Auftritt vor der Kamera. Er war ab 1907 einige Jahre lang mit dem Filmstar Lil Dagover verheiratet, die ihren Künstlernamen in Anlehnung an den Nachnamen ihres Gatten abwandelte.